# Sarah Hagan
Pour les articles homonymes, voir Hagan.
Sarah Margaret Hagan est une actrice américaine née le 24 mai 1984 à Austin (Texas, États-Unis).

## Biographie
Ses premiers pas comme actrice se font dans des compagnies de théâtre telles que Playhouse 1960 de Houston, Houston Grand Opera (où elle a chanté dans le chœur des enfants), Crighton Playhouse, Houston Music Hall et le Bitter Truth Theater. En 1997, elle fait ses débuts sur grand écran dans le film Faith, où elle joue le rôle-titre, à l'âge de treize ans. Ses débuts à la télévision interviennent en 1999, lors d'un épisode de la série américaine Ally McBeal.
Le premier tournant de sa carrière intervient lorsqu'elle est choisie pour interpréter le rôle récurrent de Milie Kentner dans la série culte Freaks and Geeks, diffusée sur NBC (1999-2000). Après la seule saison de la série, elle joue dans la sitcom DAG de David Alan Grier, diffusé également sur NBC. Elle était à l'origine prévue pour jouer le rôle de Camilla Whitman, fille du président des États-Unis, mais le rôle a été supprimé après le remaniement de l'épisode pilote avant le début de la série.
Tout comme plusieurs anciens camarades de Freaks and Geeks, Sarah Hagan apparaît dans un épisode de l'éphémère série Undeclared, également créée par Judd Apatow et diffusée sur la Fox Broadcasting Company en 2001. Elle joue ensuite dans le film Orange County, réalisé par Jake Kasdan ; et dans la série Boston Public le rôle de Melissa (tout cela en 2002). Elle a également interprété le rôle d'Amanda dans la septième et dernière saison de la série Buffy contre les vampires.
En ce qui concerne les séries télévisées, Sarah Hagan est apparu dans la série médicale Grey's Anatomy, diffusé par ABC et dans Médium diffusé par NBC.
Hagan apparaîtra bientôt dans une comédie produite par Warner Bros. Spring Breakdown. Elle y joue Truvy, l'amie d'une étudiante d'université (Amber Tamblyn) qui est également la fille d'un puissant sénateur. Ce film est supposé sortir directement en DVD.

## Filmographie

### Cinéma
- 1997 : Faith de Emily Weissman : Faith à 13 ans
- 2000 : Architecture of Reassurance de Mike Mills (court-métrage) : Susan
- 2002 : Orange County de Jake Kasdan : Sarah
- 2009 : Someday We Will Get Married de Monika Lind (court-métragre) : Jenny
- 2009 : Spring Breakdown de Ryan Shiraki : Truvy
- 2010 : Starter Home de Michael Dwyer et Alicia Dwyer (court-métrage) : Claire
- 2011 : The Bride of Frank de Kristi Uribes (court-métrage) : La mariée/Emma
- 2011 : Jess + Moss de Clay Jeter : Jess
- 2012 : The Most fun I've Ever Had with My Pants On de Drew Denny : Liv
- 2013 : Orenthal: The Musical de Jeff Rosenberg : Dietrich
- 2015 : Sun Choke de Ben Cresciman : Janie
- 2016 : Dogwalker de Kim Sherman : Hazel
- 2016 : Children de Jaffe Zinn : Sarah
- 2019 : The False Mirror de Johnny Coffeen : Julie

### Télévision
- 1999 : Ally McBeal (saison 2, épisode 22) : la 3e petite amie
- 1999-2000 : Freaks and Geeks (12 épisode) : Millie Kentner
- 2000 : DAG (saison 1, épisode 1) ! Camilla Whitman
- 2001 : Les Années campus (saison 1, épisode 6) : Jordanna (non-créditée)
- 2002 : Boston Public (saison 2, épisode 12) : Melissa
- 2002-2003 : Buffy contre les vampires (10 épisodes de la saison 7) : Amanda, une tueuse potentielle
- 2004 : Amy (saison 5, épisode 11) : Maggie Parsons
- 2005 : Grey's Anatomy (saison 1, épisode 8) : Devo Friedman
- 2005 : Médium (saison 2, épisode 5) : Suzannah jeune
- 2007 : Close to Home : Juste Cause (saison 2, épisode 20) : Patricia
- 2007-2008 : Mon copain de classe est un singe (2 épisodes) : Jungle Girl / Lola Ilama
- 2010 : Private Practice (saison 3, épisode 22) : Kim
- 2011 : 90210 Beverly Hills : Nouvelle Génération (4 épisodes) : Alana
- 2012 : Friend Me (saison 1, épisode 5) : Lucy
- 2013 : NCIS : Enquêtes spéciales (saison 10, épisode 18) : Sandy
- 2013 : Breaking Fat (15 épisodes) : Barbie
- 2017 : Night Shift (saison 4, épisode 9) : Althea